# Амірспасалар
Амирспасалар (груз. ამირსპასალარი) у середньовічній Грузії верховний головнокомандувач і один з найвищих постів у грузинському царстві, іноді зіставляється зі сучасним значенням звання генералісимус. Назва походить від арабського слова «амір», що означає «командир», «правитель» або «князь» і «спасалар» перського походження, що означає «командувач війська».
Під час війни амірпасалар був верховним головнокомандувачем царської армії і хранителем державного прапора. За цариці Тамари (1184-1213) це був третій за значенням пост у державі після атабека. Судебник Георгія V, цілком імовірно оформлений в його друге царювання (1314-1346), визначає цю посаду як «почесний візир і командувач армії».
Титул «амірспасалар» уперше згадано за царювання Георгія III (1156-1184), але найпевніше його ввів дід Георгія Давид IV (1089-1125), який значно зреформував військову і цивільну адміністрацію Грузії. На початку XI століття посада амірспасалара закріпилася за родом Орбелі, але 1155 року, Давид, син Деметре I, скинув свого батька і спробував позбутися впливу Орбелі, передавши цей пост їхньому ворогові Тіркашу Абулетідзе. Після повернення до влади Деметре, пост знову повернувся до роду Орбелі доти, поки вони не взяли участь у заколоті проти Георгія III 1176/77 року, коли він перейшов до Кубасара, половця за походженням. 1184 року цариця Тамара змістила Кубасара і призначила на його посаду представника роду Гамрекелі. Потім посада перейшла до роду Закарянів (Мхаргрдзелі), а пізніше — Джакелі.
Пост фактично скасовано під час розпаду грузинського царства в XV столітті.